# BM–30 Szmercs
A BM–30 Szmercs („Forgószél”) a Szovjetunióban az 1980-as években kifejlesztett gumikerekes, 300 mm űrméretű, 12 vetőcsővel rendelkező nehéz rakéta-sorozatvető, amely a MAZ–543M 8×8 hajtásképletű alváz továbbfejlesztett változatára, a MAZ–7310-re épült. A teljes rendszer – amely áll egy hordozó-indítójárműből és egy lőszerszállító-utántöltőjárműből – GRAU-kódja 9K58, a korai 14 vetőcsövű indítójárműé 9A52 a módosított 12 csövűé 9A52–M (Szemrcs–M). A BM–27 Uragant tervezték kiváltani vele, 1989-ben állt hadrendbe a Szovjet Hadseregben. Az indítható rakéták hatótávolsága révén alkalmas páncélozott, páncélozatlan járművek, tüzérségi ütegek és fegyverraktárak, vezetési harcálláspontok támadására egyaránt. A nyugati hírszerzők 1983-ban azonosították, az MRL 280mm M1983 jelzéssel látták el. A típust modernizálják, Szmercs–SZ néven fog hadrendbe állni.
Célja és rendeltetése, ahogy a többi nehéz-sorozatvető esetében is (pl. M270 MLRS), a nagy hatású tűzcsapásmérés és a nagy kiterjedésű aknamezők gyors telepítése az ellenség harcászati mélységében.

## Üzemeltetők
- Algéria: 18 darabot vásároltak 1999-ben.
- Azerbajdzsán: 16 darabot vásároltak 2008-ban.
- Egyesült Arab Emírségek: 6 darabot vásároltak.
- Észak-Korea: kínai PHL–03-akat üzemeltetnek.
- Fehéroroszország: 48 darabot rendszeresítettek a Szovjetunió szétbomlása után.
- Grúzia: 6 darabot vásároltak.
- India: 38 darab 9A52–2T-t vettek át 2008-ban és újabb 24 darab érkezik 2010-ben, összesen 750 millió USD értékben.
- Kína: PHL–03 jelzéssel maguk gyártják.
- Kuvait: 27 darabot vásároltak 1996-ban.
- Oroszország: 1995-ben 100, 2001-ben 300 darabbal rendelkeztek.
- Peru: 12 darabot vásároltak.
- Ukrajna: 99 darabbal rendelkeztek 2008-ban.
- Venezuela: 50 darabot rendelés alatt áll.

Az 1990-es évek második felében felmerült magyar részről is beszerzése az orosz államadósság fejében, azonban a korabeli elemzések rávilágítottak arra a problémára, miszerint a jelenlegi magyarországi tüzérfelderítő rendszerek nem képesek kiaknázni a típus 70 km-es maximális hatótávolságát. Ezt hivatott áthidalni az egyik vetőcsőből indítható R–90 pilóta nélküli repülőgép.